# آپولیوس (نام)
آپولیوس (انگلیسی: Appuleius) نامی از خاندان رومی آپولیا است. ممکن است به اعضای مختلفی از آن خانواده اشاره داشته باشد، از جمله:
- لوسیوس آپولئیوس ساتورنینوس، تریبون مردمی در ۱۰۰ ق.م.
- لوسیوس کاسیلیکوس مینوتیانوس آپولیوس، نویسنده رومی باستان در گرامر
- هر یک از چندین نفر به نام سکستوس آپولیوس.
- آپولیوس، نویسنده الاغ طلایی.
- برای سایر افراد به نام آپولیوس، به آپولیا (نسب) مراجعه کنید.